# Canton d'Albi-3
Le canton d'Albi-3 est une circonscription électorale française du département du Tarn.

## Histoire
Un nouveau découpage territorial du Tarn entre en vigueur à l'occasion des premières élections départementales suivant le décret du 17 février 2014. Les conseillers départementaux sont, à compter de ces élections, élus au scrutin majoritaire binominal mixte. Les électeurs de chaque canton élisent au Conseil départemental, nouvelle appellation du Conseil général, deux membres de sexe différent, qui se présentent en binôme de candidats. Les conseillers départementaux sont élus pour 6 ans au scrutin binominal majoritaire à deux tours, l'accès au second tour nécessitant 12,5 % des inscrits au 1er tour. En outre la totalité des conseillers départementaux est renouvelée. Ce nouveau mode de scrutin nécessite un redécoupage des cantons dont le nombre est divisé par deux avec arrondi à l'unité impaire supérieure si ce nombre n'est pas entier impair, assorti de conditions de seuils minimaux. Dans le Tarn, le nombre de cantons passe ainsi de 46 à 23.
Le canton d'Albi-3 est formé de huit communes issues des anciens cantons d'Albi-Nord-Ouest (6 communes) et d'Albi-Ouest (2 communes) et d'une fraction de commune. Il est entièrement inclus dans l'arrondissement d'Albi. Le bureau centralisateur est situé à Albi.

## Représentation
| Période élective | Période élective | Mandat | Mandat   | Identité          | Nuance | Nuance | Qualité |
| ---------------- | ---------------- | ------ | -------- | ----------------- | ------ | ------ | --- |
| 2015             | 2021             | 2015   | 2021     | Eva Geraud        |        | PS     | Responsable de service à Tarn-Habitat, Cagnac-les-Mines |
| 2015             | 2021             | 2015   | 2021     | Christophe Ramond |        | PS     | Attaché parlementaire de Jacques Valax, chargé de cours à l'université de Toulouse, conseiller municipal d'Albi jusqu'en 2020 Président du Conseil départemental |
| 2021             | 2028             | 2021   | en cours | Eva Geraud        |        | PS     | Retraitée - Conseillère sortante, 13ème vice-présidente chargée de la citoyenneté                                                                                |
| 2021             | 2028             | 2021   | en cours | Christophe Ramond |        | PS     | Conseiller sortant, Président du conseil départemental |

### Résultats détaillés

#### Élections de mars 2015
À l'issue du 1er tour des élections départementales de 2015, deux binômes sont en ballottage : Eva Geraud et Christophe Ramond (PS, 29,51 %) et Julien Bacou et Alice Grosjean (FN, 26,02 %). Le taux de participation est de 59,12 % (7 771 votants sur 13 144 inscrits) contre 58,71 % au niveau départemental et 50,17 % au niveau national.
Au second tour, Eva Geraud et Christophe Ramond (PS) sont élus avec 62,02 % des suffrages exprimés et un taux de participation de 60,26 % (4 280 voix pour 7 920 votants et 13 144 inscrits).

#### Élections de juin 2021
Le premier tour des élections départementales de 2021 est marqué par un très faible taux de participation (33,26 % au niveau national). Dans le canton d'Albi-3, ce taux de participation est de 39,89 % (5 500 votants sur 13 789 inscrits) contre 39,08 % au niveau départemental. À l'issue de ce premier tour, deux binômes sont en ballottage : Eva Geraud et Christophe Ramond (PS, 49,38 %) et Emmanuel Chapeau et Esméralda Lapeyre (RN, 19,13 %).
Le second tour des élections est marqué une nouvelle fois par une abstention massive équivalente au premier tour. Les taux de participation sont de 34,36 % au niveau national, 39,14 % dans le département et 40,31 % dans le canton d'Albi-3. Eva Geraud et Christophe Ramond (PS) sont élus avec 76,23 % des suffrages exprimés (4 000 voix pour 5 559 votants et 13 790 inscrits),,.

## Composition
| Nom                          | Code Insee | Intercommunalité    | Superficie (km2) | Population (dernière pop. légale)               | Densité (hab./km2) | Modifier                                    |
| ---------------------------- | ---------- | ------------------- | ---------------- | ----------------------------------------------- | ------------------ | ------------------------------------------- |
| Albi (bureau centralisateur) | 81004      | CA de l'Albigeois   | 44,26            | Fraction : 9 532 (2022) Commune : 50 605 (2022) | 1 143              | modifier les données · modifier les données |
| Cagnac-les-Mines             | 81048      | CC Carmausin-Ségala | 24,70            | 2 607 (2022)                                    | 106                | modifier les données · modifier les données |
| Castelnau-de-Lévis           | 81063      | CA de l'Albigeois   | 21,42            | 1 615 (2022)                                    | 75                 | modifier les données · modifier les données |
| Mailhoc                      | 81152      | CC Carmausin-Ségala | 12,67            | 309 (2022)                                      | 24                 | modifier les données · modifier les données |
| Marssac-sur-Tarn             | 81156      | CA de l'Albigeois   | 7,17             | 3 486 (2022)                                    | 486                | modifier les données · modifier les données |
| Milhavet                     | 81166      | CC Carmausin-Ségala | 4,28             | 99 (2022)                                       | 23                 | modifier les données · modifier les données |
| Sainte-Croix                 | 81326      | CC Carmausin-Ségala | 7,22             | 423 (2022)                                      | 59                 | modifier les données · modifier les données |
| Terssac                      | 81297      | CA de l'Albigeois   | 5,43             | 1 200 (2022)                                    | 221                | modifier les données · modifier les données |
| Villeneuve-sur-Vère          | 81319      | CC Carmausin-Ségala | 15,89            | 533 (2022)                                      | 34                 | modifier les données · modifier les données |
| Canton d'Albi-3              | 8103       |                     |                  | 19 804 (2022)                                   |                    | modifier les données                        |

Le canton d'Albi-3 comprend :
1. huit communes,
2. la partie de la commune d'Albi située à l'ouest d'une ligne définie par l'axe des voies et limites suivantes : depuis la limite territoriale de la commune du Sequestre, route vieille de Graulhet, avenue du Maréchal-Franchet-d'Espèrey, voie ouest de la route départementale 84, place de Verdun, avenue François-Verdier, ligne de chemin de fer jusqu'au cours du Tarn, cours du Tarn, jusqu'à la limite territoriale de la commune de Castelnau-de-Lévis.

## Démographie
En 2022, le canton comptait 19 804 habitants, en évolution de +6,36 % par rapport à 2016 (Tarn : +2,52 %, France hors Mayotte : +2,11 %).
| 2013   | 2018   | 2022   |
| ------ | ------ | ------ |
| 17 867 | 18 579 | 19 804 |